# 手マン
手マン（てマン、英: fingering）とは、手指を使って膣を性的に刺激する行為の俗称である。手と女性器を意味するまんこの合成語。

手マンの様子

## 概要
女性が性的快感を得る目的で、女性自身または他者の手（指）によって行われる女性器への愛撫行為のことを呼ぶ俗語。関西圏では「手めこ」という呼び方もある。
手マンの中でも、指を膣に挿入することを特に「指マン｣と呼ぶ場合がある。手マンも指マンも、それを行う性別にかかわらず、また女性が自分自身で行う場合（自慰、オナニー）にも共通して使用される言葉である。
手マンを行うことで膣分泌液が吹き出す潮吹きに至ることもある。ほとんどの場合、手マンを行うのはセックスの際に男性が挿入する前である（前戯）。

## 用語

### 俗語
日本語では、「手」と女性器を意味する「まんこ」の合成語が手マンである。英語ではfingeringが同様の意味を持つが、女性器へ手指を用いた刺激だけに限定されず、手指を用いた肛門への刺激を指すこともある。これは日本語でも時々見られるが、日本語、英語共に女性器以外への手指を用いた性的刺激行為に関しては、アナル手マン（anal fingering）等と明確化することがある。

### 法学において

#### 日本語
日本語では、手マンを意味する行為に関して直接的な表現はないが、2023年7月13日に施行された不同意性交等罪の条文では、広義に以下のように表現されている。
膣若しくは肛門に身体の一部（陰茎を除く。）若しくは物を挿入する行為であってわいせつなもの

#### 米国
米国では、法的には広義にデジタル挿入（英: digital penetration）と呼ばれる。手指、足指、親指を意味するdigitという単語に由来している。

#### インド
インドでは、2012年インド集団強姦事件を受けて、性別に依存せず、被害者の同意なしに膣や肛門等に、指や足の指を挿入する行為をデジタルレイプ（英: digital rape）と定義し、強姦罪を適用した。
摩擦による痛みを与えないため、行う直前の時点で愛液やローションなどの潤滑液によって女性器が潤っている必要がある。手マンを行う側の指も潤っているのが望ましい。膣粘膜を傷つける恐れもあるため、爪は短くしておくこと。
足はM字に開き、少し上げるのが好ましい。陰毛が多い場合、自身で少し開いてみると中が相手に見えやすくなる。
一般的な触り方としては、まず大陰唇および小陰唇を撫でるように刺激し、次いでクリトリスへの刺激、膣内が充分に愛液で潤ったのちに指の挿入へと展開する。
膣内への指の挿入は基本的に1本または2本の指で行い、差し入れる深さは女性の反応や感想に従って徐々に深くする。膣内へ挿入される異物によって女性が感じる痛みは、その太さ・挿れられる深さ・動きの速さなどが原因となり得るため、最初から複数の指を入れようとしたり、いきなり深い部分まで入れようとするのは厳禁である。そもそもこうした指の挿入に限らず、愛撫の力加減の調整は、触られている側の感覚に従うべきである。
また、絶頂に至った場合は痙攣してしまうため、指は抜いたほうが良い。もし連続して絶頂に至らせる場合は一度指を抜き、痙攣が収まり始めてからするのが好ましい。潮を発射してしまう場合、前に濡れてはいけないものは置かないようにする。
膣内へ入れた指は抜き差しせず、指の腹を膣壁へ押し込むように圧迫するのが良いとされる。また、触られる側の心地よい部分を固定し、振動を加えていくのも良いとされる。これも触られる側の反応と感想に従って調整するのが望ましく、雑菌が多く存在する部位に触れた手指で手マンを行うことも避けるべきである。